# Otter Lake
Otter Lake es una villa ubicada en el condado de Lapeer y condado de Genesee en el estado estadounidense de Míchigan. En el Censo de 2010 tenía una población de 389 habitantes y una densidad poblacional de 178,38 personas por km².

## Geografía
Otter Lake se encuentra ubicada en las coordenadas 43°12′48″N 83°27′36″O / 43.21333, -83.46000. Según la Oficina del Censo de los Estados Unidos, Otter Lake tiene una superficie total de 2.18 km², de la cual 1.97 km² corresponden a tierra firme y (9.62%) 0.21 km² es agua.

## Demografía
Según el censo de 2010, había 389 personas residiendo en Otter Lake. La densidad de población era de 178,38 hab./km². De los 389 habitantes, Otter Lake estaba compuesto por el 94.34% blancos, el 0.26% eran afroamericanos, el 1.29% eran amerindios, el 0.26% eran asiáticos, el 0.26% eran isleños del Pacífico, el 0.26% eran de otras razas y el 3.34% pertenecían a dos o más razas. Del total de la población el 1.8% eran hispanos o latinos de cualquier raza.